# Tetronarce tokionis
Tetronarce tokionis (лат.) — вид скатов из семейства гнюсовых отряда электрических скатов. Это хрящевые рыбы, ведущие донный образ жизни, с крупными, уплощёнными грудными и брюшными плавниками, образующими диск, коротким и толстым хвостом, двумя спинными плавниками и хорошо развитым хвостовым плавником. Подобно прочим представителям своего семейства способны генерировать электрический ток. Обитают в северо-западной части Тихого океана на глубине до 1100 м. Размножаются яйцеживорождением. Максимальная зарегистрированная длина 113,6 см. Не представляют интереса для коммерческого рыболовства. 

## Таксономия
Впервые новый вид был описан в 1908 году японским зоологом Сигэхо Танакой. Голотип утрачен. Вид назван по месту находки первого экземпляра (токийский рыбный рынок). Еще несколько особей были обнаружены в ходе глубоководных исследовательских экспедиций, проводимых в 1980-1990 годах. 

## Ареал
Tetronarce tokionis обитают в северо-западной части Тихого океана от тихоокеанского побережья префектуры Тохоку, Япония, до Восточно-Китайского моря, островов Рюкю и Тайваня. Эти редкие скаты встречаются на глубине от 200 до 1100 м на каменистом, песчаном или илистом дне. 

## Описание
Грудные плавники этих скатов формируют почти овальный диск. По обе стороны головы сквозь кожу проглядывают электрические парные органы в форме почек. Позади маленьких глаз расположены брызгальца. На нижней стороне диска расположены пять пар жаберных щелей.
Хвост короткий и толстый, оканчивается небольшим треугольным хвостовым плавником. Два небольших спинных плавника сдвинуты к хвосту. Окраска коричневого цвета. Максимальная зарегистрированная длина 113,6 см. 

## Биология
Подобно прочим представителям своего отряда эти скаты способны генерировать электричество. Они размножаются яйцеживорождением. Длина новорожденных около 20 см. Самцы достигают половой зрелости при длине 67,5 см.

## Взаимодействие с человеком
Tetronarce tokionis не представляют интереса для коммерческого рыболовства. Иногда в качестве прилова они попадаются при глубоководном тралении. Мясо съедобно, но пойманных рыб, как правило, выбрасывают за борт. Международный союз охраны природы присвоил этому виду охранный статус «Вызывающий наименьшие опасения». 